# Thirty Seconds to Mars
A Thirty Seconds to Mars 1998-ban alakult Los Angeles-i rockegyüttes. 2007-től a zenekar felállása a következő: Jared Leto (ének, ritmusgitár, dalszerző), Shannon Leto (dob, ütőhangszerek). Az együttes tagjai voltak Matt Wachter basszusgitáros, Solon Bixler gitáros és Tomo Miličević (szólógitár és billentyűsök). Wachter 2007-ben távozott a zenekarból, a koncerteken Tim Kelleher basszusgitározik, a lemezfelvételeken azonban Jared Leto és Miličević rögzítette a basszusgitárt. 2009. óta a turnékon Braxton Olita billentyűs is tagja a zenekarnak.
Az együttes eddig négy nagylemezt adott ki: 30 Seconds to Mars (2002), A Beautiful Lie (2005), This Is War (2009) és Love, Lust, Faith and Dreams (2013). Emellett három középlemezük is megjelent - AOL Sessions Undercover (2007), To the Edge of the Earth (2008) és MTV Unplugged: Thirty Seconds to Mars (2011). 2013 májusáig világszerte több, mint 10 millió lemezt adtak el.

## Történet

### Megalakulás (1998-2002)
A Thirty Seconds to Mars 1998-ban alakult Shannon és Jared Leto családi vállalkozásaként. Később csatlakozott hozzájuk Matt Wachter basszusgitáros és billentyűs. Az együttesben több gitáros is megfordult, míg végül Tomo Miličević lett a gitáros.
Bár a zenei pályafutása előtt Jared Leto hollywoodi színész volt, nem használja ezt fel az együttes reklámozására; valójában nem lép fel olyan helyeken, ahol a nevével hirdették a zenekart.

### A debütáló nagylemez (2002-2005)
A zenekar nevét viselő első lemez 2002-ben jelent meg. Két kislemez jelent meg róla, a Capricorn (A Brand New Name) és az Edge of the Earth. A U.S. Mainstream Rock listán a 34. helyet érte el.

### A Beautiful Lie (2005-2008)
Második lemezük, az A Beautiful Lie 2005. augusztus 30-án jelent meg. Mivel a lemez dalai öt hónappal a megjelenés előtt kiszivárogtak, az együttes két bónusz dalt csatolt az albumhoz: Battle of One és Hunter (egy Björk-feldolgozás). Hogy reklámozzák a lemezt, 12 példányba "arany jegyet" tettek, melynek tulajdonosa ingyenes belépést nyert az együttes bármely koncertjére, a színpad mögé való bejutással együtt.
2006. augusztus 31-én az együttes megnyerte az MTV2 díjat a The Kill című klipért. A 2006-os MTV Video Music Awards-on még egy jelölésük volt, a Legjobb rock videó kategóriában. A lemez még 2006 decemberében platinalemez lett.
2006-ban, az MTVU $2 Bill turnéján az együttes szerződést kötött a Music Saves Lives mozgalommal, ezzel felhívta a figyelmet a non-proft szervezet fontosságára.
Októberben az együttes megkezdte a Welcome to the Universe turnét, az MTV2 támogatásával. A koncerteken a Head Automatica, The Receiving End of Sirens, Cobra Starship, Rock Kills Kid, Street Drum Corps és további együttesekkel zenéltek együtt. November 20-án mutatták be a From Yesterday videóját, amely az első amerikai rockvideó, melyet teljes egészében a Kínai Népköztársaságban forgattak.
2007. április 29-én az együttes fellépett az MTV Australia Video Music Awards díjátadóján. Három kategóriában jelölték őket, ebből kettőt meg is nyertek: Legjobb rock videó és az Év videója (mindkettő a The Kill-ért).
2007 tavaszán a The Used-dal turnéztak együtt a Taste of Chaos keretein belül, majd néhány európai koncertet is adtak a Linkin Park előzenekaraként. Felléptek többek között a Roskilde, Rock am Ring, Pinkpop és Download fesztiválokon. A 2008-as MTV Europe Music Awards díjátadójának egyik házigazdái voltak.
2008. március 21-én a Thirty Seconds to Mars fellépett a dél-afrikai My Coke Fest-en. Először jártak Dél-Afrikában az A Beautiful Lie rögzítése óta. Egy sajtótájékoztatón Leto mélyen személyesnek írta le az élményt, és abbéli reményeit fejezte ki, hogy néhány új anyag lát napvilágot Afrikában. Az együttes teltház előtt játszott Johannesburgban és Fokvárosban.
2009. december 11-én az AOL Radio blogján bejelentették, hogy a hallgatók szavazatai alapján az évtized alternatív zenei dala a 2006-os The Kill lett.

### Pereskedés a Virgin Records-szal és aThis Is War(2008–2011)
2008 augusztusában a Virgin Records egy 30 millió dolláros keresetet adott be, azt állítva, hogy az együttes nem adott ki három albumot, holott a szerződésükben ez állt. Az irat szerint a zenekar "megtagadta" az 1999. júliusi szerződésben foglaltakat. Egy korábbi 2009-es interjúban Jared Leto elmondta, remélték, hogy 2009 nyarára megjelentetik a harmadik albumukat, és néhány részletet is elárult a lemezről.
A Kerrang! magazin február 11-ei száma szerint az új album munkacíme This Is War volt. Leto elmondta, hogy egy rövid utazást tett Hawaii-on és egy Hurricane című dalt rögzített Kanye West-tel. Április 28-án a keresetet annulálták.
Nem sokkal a megegyezés bejelentése után a Thirty Seconds to Mars bejelentette, hogy harmadik albumuk megjelenése 2009 áprilisáról szeptemberre módosult. A megjelenés időpontja még sokszor megváltozott, a This Is War végül 2009. december 8-án került a boltokba. 2010. február 19-én, Nottinghamben elkezdődött a lemez támogató Into the Wild világturné. A koncertkörút hét részből állt, és 2010. december 18-án ért véget.Felléptek többek között a 2010-es MTV Video Music Awards-on és a Lollapalooza fesztiválon. Utolsó fellépésüket 2011. december 7-én tartották a New York-i Hammerstein Ballroom-ban.
Egy héttel a koncert után a turné bekerült a Guinness Rekordok Könyvébe mint a "egy rockegyüttes legtovább tartó turnéja"; az együttes két év alatt 309 koncertet adott.

### Love, Lust, Faith and Dreams(2011–15)
2012. április 23-án a Rolling Stone egyik cikkében bejelentették a Thirty Seconds to Mars negyedik stúdióalbumát, a Love, Lust, Faith and Dreams-t. Az együttes április 27-én egy VyRT stream keretein belül mutatta be néhány új anyagot, köztük a Witness című dalt. Az újságcikk szerint az együttes más előadókkal szeretett volna együttműködni az albumon. A híreket az együttes hivatalos twitter-fiókján keresztül erősítették meg. 2012. április 25-én az MTV Buzzworthy-n jelentették be, hogy az együttes az ismert producerrel, Steve Lillywhite-tal (U2, The Killers) dolgozik együtt. A Love, Lust, Faith and Dreams 2013. május 17. és május 23. között jelent meg a világ különböző részein.
2013. február 28-án, egy twitter-bejegyzésben jelentették be, hogy az Up in the Air lesz az új album első kislemeze. A kislemez egy CD-változatát elküldték a NASA-nak és a SpaceXnek, hogy egy Dragon űrhajó fedélzetén szállítsák Nemzetközi Űrállomásra. A küldetésre 2013. március 1-jén került sor, ezzel az Up in the Air lett az első kereskedelmi zenei kiadvány, amely felkerült az űrbe. Az űrállomáson állomásozók március 3-án hallgathatták meg először a dalt, ekkor dokkolt a szállítmány. A dal 2013. március 18-án debütált világszerte, egy nappal később vált elérhetővé digitális letöltés formájában.

## Jellegzetességek

### Logó
Az együttes logója a "Mithra" nevű főnix, amely az együttes mottóját hordozza: „Provehito in Altum”. Ennek jelentése „előre a mélységbe” vagy „ugorj a mélybe”. Fordítható továbbá „menetelés magasabb szintekre”-ként is. Ezt a logót leginkább a debütáló album reklámja során használták, az A Beautiful Lie-nál már a Trinity (Háromság) logót használták: három koponya és három befelé irányuló nyíl az együttes nevével és mottójával.

### Az Echelon
Az Echelon a Thirty Seconds to Mars rajongótábora, habár a kifejezést elutasítják, magukat egy családnak tartják. Odaadásuk az együttes iránt egyedülálló, még jótékonysági tevékenységet végeznek az együttes és Jared Leto jótékonysági munkája kapcsán. Az Echelon a debütáló album egyik daláról kapta a nevét. A szervezet Magyarországon is működik.
Jared Leto így beszélt a szervezetről: „Néhányan azt kérdik, hogy nem kultusz-e ez az egész; én azt mondom: ez valami egyedi. Nem mindenki számára szól – csak azoknak, akik megértik.”

## Zenei stílus, műfaj és hatások
A kritikusok a Thirty Seconds to Mars-ot hard rock, alternatív rock, neo-progresszív, progresszív metal, alternatív metal, nu metal, poszt-grunge és emo együttesként jellemezték. Az együttest több korábbi előadó inspirálja, elsődlegesen a Depeche Mode, Alice in Chains, Goo Goo Dolls, Deftones, David Bowie, Jane’s Addiction, Led Zeppelin, Nine Inch Nails, Nirvana, Pearl Jam, Stone Temple Pilots, Radiohead, Pink Floyd, Everclear, Creed, The Cure, Björk és a U2.

## Tagok
| Jelenlegi tagok - Jared Leto – ének, ritmusgitár, billentyűk (1998–napjaink) - Shannon Leto – dob, ütőhangszerek (1998–napjaink) Korábbi tagok - Tomo Miličević – szólógitár, hegedű, billentyűk (2003–2018 június) - Matt Wachter – basszusgitár, billentyűk (2001–2007) - Solon Bixler – szólógitár, háttérvokál (2001–2003) | Jelenlegi turnézenészek - Tim Kelleher – basszusgitár, billentyűk (2007–2010, 2011–napjaink) - Braxton Olita – billentyűk, ritmusgitár, háttérvokál (2009–napjaink) Korábbi turnézenészek - Kevin Drake – ritmusgitár (2001–2002) - Matt McJunkins – basszusgitár, háttérvokál (2011) |

## Diszkográfia

### Nagylemezek
- 30 Seconds to Mars (2002)
- A Beautiful Lie (2005)
- This Is War (2009)
- Love, Lust, Faith and Dreams (2013)
- America (2018)
- It's the End of the World but It's a Beautiful Day (2023)

### Akusztikus dalok
Az együttes rögzítette az A Beautiful Lie album dalainak akusztikus felvételeit. Ezen felvételek közül néhány felkerült a lemez különböző kiadásaira. Az MTV Unplugged-ban való fellépés után az együttes kiadott egy EP-t a This Is War album néhány dalának akusztikus felvételeivel. A középlemezen olyan dalok szerepelnek, mint a Hurricane és a Kings and Queens. Megjelent rajta továbbá a U2 Where Streets Have No Name dalának feldolgozása.

### Albumon nem szereplő dalok
A lemezeken megjelent dalok mellett további számok kerültek rögzítésre. Ilyen a Phase 1: Fortification és a Valhalla; utóbbi megjelent az egyik demón. A Phase 1: Fortification a Capricorn (A Brand New Name) kislemezen jelent meg. A debütáló lemezük munkálatai alatt született az Anarchy in Tokyo daluk. A Revolution dalt is a debütáló albumra szánták, de nem fért bele a lemez témájába. Tartottak továbbá attól, hogy a 2001. szeptember 11-ei terrortámadások után a hallgatók szó szerint értelmeznék a dalszöveget. Még egy dalt rögzítettek, az Occam's Razor-t, de végül egyetlen kiadványukra sem került fel.
A debütáló album dalainak demói némileg különböztek a végső változattól, gyakran a címük is más volt: a Fallen eredetileg Jupiter volt, a Year Zero pedig Hero. Elérhetővé tették továbbá a Buddha for Mary és 93 Million Miles dalok demó verzióit.
A fellépések alatt két új dalt játszottak. A Some Other Sun-ról azt beszélték, hogy felkerül az új albumra, míg a The Believer-t az első lemez munkálatai alatt vetették el. A Sisters of Heresy és Under Pressure/Pressure (a dalszövegváltozattól függően) dalokat is csak élőben játszották. Egy újabb ilyen dalt, a Revenge-t a This Is War lemezre írták, de félretették.
2006. december 11-én egy karácsonyi dallal ajándékozták meg a rajongókat, a Santa Through the Back Door-ral. 2007. szeptemberében feldolgozták Kanye West Stronger című dalát a BBC Radio 1 "Live Lounge"-ja számára. 2008 februárjában egy új dalt mutattak be Milánóban. Leto állítása szerint a dal címe Old Blues Song. Később elárulta a valódi címét, ami Guillotine. 2010. március 29-én visszatértek a Live Lounge-ba, ahol Lady Gaga Bad Romance című dalának feldolgozását adták elő.

## Videográfia
- A Beautiful Lie (2006) – (DVD-Audio)
- To the Edge of the Earth (2008) – (limitált kiadás)
- Artifact/Into the Wild Tour (2011)

## Turnék
- 2006 - Forever Night, Never Day
- 2006 - Welcome to the Universe Tour
- 2007 - A Beautiful Lie World Tour
- 2008 - A Beautiful Lie European Tour
- 2010 - Into The Wild
- 2011 - Closer To The Edge
- 2017-2018 - Monolith Tour

## Díjak és jelölések
| Év   | Díjak                                            | Kategóriák                                          |         |
| ---- | ------------------------------------------------ | --------------------------------------------------- | ------- |
| 2006 | MTV Video Music Awards                           | Best MTV 2                                          | Díjazás |
| 2006 | MTV Video Music Awards                           | Best Rock Video - The Kill (Bury Me)                | Jelölés |
| 2006 | Fuse Fangoria Chainsaw Awards                    | Prince of Darkness - Jared Leto                     | Díjazás |
| 2006 | Fuse Fangoria Chainsaw Awards                    | Video Inspired By Film - The Kill (Bury Me)         | Díjazás |
| 2006 | Hollywood Life’s Breakthrough of the Year Awards | Crossover Artist - Jared Leto                       | Díjazás |
| 2006 | MTVu Woodie Awards                               | Best Video Woodie: Live Action - The Kill (Bury Me) | Díjazás |
| 2007 | TRL Awards Italie                                | Best New Artist                                     | Díjazás |
| 2007 | MTV Australia Video Music Awards                 | Video of the Year - The Kill (Bury Me)              | Díjazás |
| 2007 | MTV Australia Video Music Awards                 | Best Rock Video - The Kill (Bury Me)                | Díjazás |
| 2007 | Kerrang! Awards                                  | Best International Newcomer                         | Jelölés |
| 2007 | Kerrang! Awards                                  | Best Single - The Kill (Bury Me)                    | Díjazás |
| 2007 | Festivalbar                                      | Festivalbar Digital                                 | Jelölés |
| 2007 | TMF Awards                                       | Best Rock                                           | Jelölés |
| 2007 | TMF Awards                                       | Best Video - From Yesterday                         | Jelölés |
| 2007 | MTV Video Music Awards Latin America             | Mejor Artista Rock Internacional                    | Jelölés |
| 2007 | MTV Europe Music Awards                          | Rock Out                                            | Díjazás |
| 2007 | MTV Europe Music Awards                          | Inter Act                                           | Jelölés |
| 2007 | Fuse Awards                                      | Fuse Best of 2007                                   | Díjazás |
| 2008 | Bandit Rock Awards                               | Best International Breakthrough                     | Díjazás |
| 2008 | TRL Awards Italie                                | Best Band                                           | Jelölés |
| 2008 | TRL Awards Italie                                | Best Riempipiazza                                   | Jelölés |
| 2008 | MTV Asia Awards                                  | Video Star - A Beautiful Lie                        | Díjazás |
| 2008 | Kerrang! Awards                                  | Best Single - From Yesterday                        | Díjazás |
| 2008 | Kerrang! Awards                                  | Best International Band                             | Díjazás |
| 2008 | Kerrang! Awards                                  | Best Video - A Beautiful Lie                        | Jelölés |
| 2008 | Kerrang! Awards                                  | Headliner                                           | Jelölés |
| 2008 | MTV Video Music Awards Latin America             | Mejor Artista Rock Internacional                    | Díjazás |
| 2008 | MTV Video Music Awards Latin America             | Mejor Fan Club                                      | Jelölés |
| 2008 | MTV Europe Music Awards                          | Video Star - A Beautiful Lie                        | Díjazás |
| 2008 | MTV Europe Music Awards                          | Rock Out                                            | Díjazás |
| 2009 | MTV International                                | MTV Gold Video Plays Award - A Beautiful Lie        | Díjazás |
| 2009 | TRL Awards Italie                                | Playlist Generation - A Beautiful Lie               | Díjazás |
| 2010 | Kerrang! Awards                                  | Best International Band                             | Díjazás |
| 2010 | MTV Video Music Awards                           | Best Rock Video – Kings and Queens                  | Díjazás |
| 2010 | MTV Europe Music Awards                          | Best Rock Band                                      | Díjazás |